# Teza
Teza (traducida como Rocio) es una película de 2008 producida entre Etiopía, Alemania y Francia (formato original 35mm – Color).

## Sinopsis
Rodada en Etiopía y en Alemania, Teza estudia los desplazamientos de intelectuales africanos, tanto dentro de su continente como a otros, desde los años setenta hasta nuestros días, a través de la historia de Anberber, un médico joven e idealista. La película cuenta su lucha interior para seguir siendo leal a su país y a sí mismo. A la edad de sesenta años, regresa por fin al pueblo donde nació. A pesar de alegrarse de volver a ver a su anciana madre, su larga ausencia hace que se sienta alejado de los suyos. Le invade la decepción y le persigue el pasado.

## Premios
- Festival Internacional de Venecia 2008
- Festival Internacional de Dubái 2008
- Festival Internacional de Cartago 2008
- Festival Internacional de Róterdam 2009
- Fespaco (Uagadugú) 2009